# Peperomia falanana
Peperomia falanana är en pepparväxtart som beskrevs av Trel. & Yunck.. Peperomia falanana ingår i släktet peperomior, och familjen pepparväxter. Inga underarter finns listade i Catalogue of Life.